# Morfologia agrária

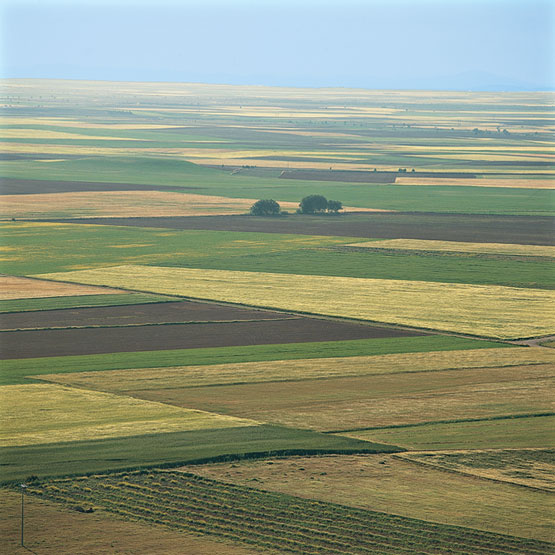
Campos Abertos em Valhadolid em Espanha.

Morfologia Agrária é a forma como estão divididas as áreas exploradas, ou seja, o aspecto/desenho das parcelas, a disposição dos campos cultivados, das pastagens e da floresta, bem como a densidade de caminhos rurais. São também elementos caracterizadores o tipo e a presença/ausência de vedações. A forma, a dimensão e a vedação dos campos constituem os elementos fundamentais de caracterização da morfologia agrária. Assim, os campos podem ser "abertos" ou "fechados", de pequena dimensão (minifúndio) ou de grande dimensão (latifúndios) e de "formas variadas".